# Oficleide

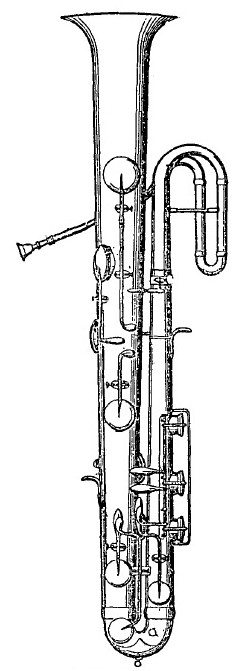
Oficleide

Na música, o oficleide ou oficlide (do grego "óphis": serpente + "kleidós": chave, ophicleide; do grupo 423 do sistema Hornbostel-Sachs), também conhecido popularmente como figle, é um instrumento musical de sopro da família dos metais do tipo aerofone de bocal, semelhante à tuba, supostamente inventado no século XIX, pelo luthier belga Antoine Joseph Sax. É o antecessor da família dos saxofones.

## Etimologia
Seu nome se origina da junção dos termos gregos óphis,eós + kleís,kleidós, que significa serpente + chave, pois o instrumento apresenta uma forma semelhante à de uma serpente com chaves ao longo do corpo.

## História
O oficleide foi inventado em 1817 e patenteado em 1821 pelo fabricante de instrumentos francês Jean Hilaire Asté (também conhecido como Halary ou Haleri), como uma extensão da família do bugle de chaves, ou bugle Royal Kent. Foi a pedra angular estrutural da seção de metais da orquestra romântica, muitas vezes substituindo o serpentão, um instrumento renascentista que se pensava estar ultrapassado.
Seu tubo longo se dobra sobre si mesmo e é tocado com uma boquilha em forma de concha semelhante às boquilhas modernas de trombone e eufônio. Originalmente tinha nove teclas, mas depois expandiu para até onze teclas com doze orifícios (orifício duplo para o Mi). Existem oficleides em E♭, C, B♭ e A♭ (soprano), F e E♭ (alto ou quinticlave), B♭ e C (baixo) e F ou E♭ (contrabaixo). Os membros mais comuns são os oficleides baixos, afinados em B♭ ou C. Os instrumentos soprano e contrabaixo são muito raros.
A primeira aparição escrita desse instrumento em uma orquestração foi na ópera Olímpia, de Gaspare Spontini, em 1819. Outras célebres composições para o oficleide são o oratório Elias e a abertura Sonho de uma Noite de Verão, de Mendelssohn, além da Sinfonia Fantástica, de Berlioz. Também Verdi e Wagner compuseram para oficleide.
Na orquestra moderna, o oficleide acabou sendo sucedido pela tuba, embora tenha permanecido popular na Itália até o início do século XX.
O instrumento foi utilizado pelo construtor de instrumentos Antoine Joseph Sax (Dinant, 6 de novembro de 1814 — Paris, 7 de fevereiro de 1894), mais conhecido como "Adolphe" Sax, como ponto de partida para criar o saxofone. No oficleide, Sax adaptou uma boquilha de clarinete no lugar do bocal, dando ao instrumento um timbre sonoro que se situa entre os metais e as madeiras. E assim nasceu o saxofone. O instrumento empolgou os eruditos da época. Berlioz, Wagner, Verdi, Rossini e Mendelssohn escreveram especialmente para o oficleide.
Este chegou ao Brasil por volta de 1850, com as primeiras bandas de música. Com sua sonoridade grave foi acolhido nas baixarias (contracanto na parte grave do instrumento) dos grupos de choro inaugurais, no contraponto harmônico aos cavaquinhos e violões.

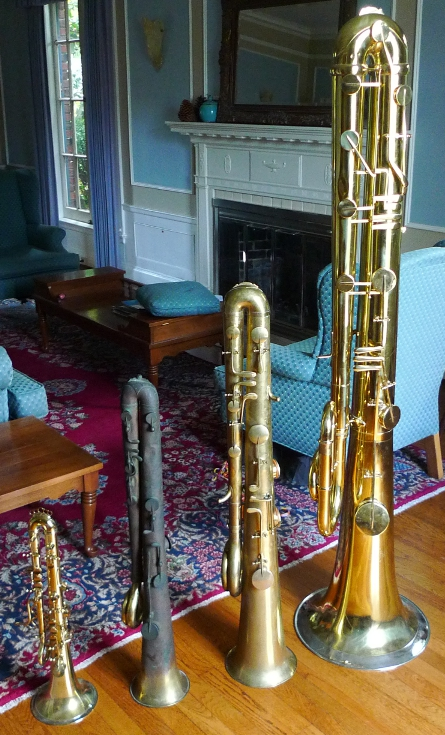
Família de oficleides

No Brasil, durante a segunda metade do século XIX e as primeiras décadas do século XX, o oficleide foi muito utilizado pelos músicos de choro. Na fase de consolidação desse gênero musical, o oficleide só perdia em popularidade para a flauta, o violão e o cavaquinho. Foi o instrumento em que se delineou uma das características mais marcantes do gênero - o contracanto denominado baixaria, hoje habitualmente realizado pelos violões de sete cordas.